# Oktryabr'
Oktryabr' (kazakiska: Oktryabr’) är en ort i Kazakstan.   Den ligger i oblystet Almaty, i den sydöstra delen av landet, 1 000 km söder om huvudstaden Astana. Oktryabr' ligger 767 meter över havet och antalet invånare är 2 193.
Terrängen runt Oktryabr' är platt åt nordväst, men åt sydost är den kuperad. Runt Oktryabr' är det ganska tätbefolkat, med 75 invånare per kvadratkilometer. Närmaste större samhälle är Almaty, 11,1 km öster om Oktryabr'. Runt Oktryabr' är det i huvudsak tätbebyggt.